# Трагедија у Дјатловљевом пролазу
Трагедија пролаза Дјатлов (рус. Гибель тургруппы Дятлова) је догађај у коме је живот изгубило девет руских планинара у северним деловима планине Урал између 1. и 2. фебруара 1959. под неизвесним околностима. Искусна група планинара, чији су сви чланови колеге са Уралског политехничког института, успоставила је камп на падинама планине Холатчахљ (рус. Холатчахль, од назива манс. Холат-Сяхл, буквалан превод на руски је Мёртвая вершина, односно Мртва планина даље у тексту), у области накнадно названој у част вође групе, Игору Дјатлову. Током ноћи, нешто их је приморало да поцепају шатор како би себи направили излаз и напусте камп, притом неадекватно обучени за велики снег и температуре испод нуле.
Након што су откривена тела чланова групе, истрага Совјетских власти је установила да је шесторо умрло од хипотермије док је преостало троје имало знакове повреда. Једна жртва је имала повреду лобање; друге две су имале озбиљне преломе грудног коша а телу једног члана групе су недостајала оба ока. Једној жртви је недостајао језик. Истрага је закључила да је „непозната природна сила” изазвала смрти. Бројне теорије су изнете како би појасниле необјашњиве смрти, укључујући нападе животиња, хипотермију, лавину, катабатичке ветрове, панику изазвану инфразвуком, учешће војске или неку комбинацију ових.

## Позадина
Године 1959. оформљена је група за скијашку експедицију преко северног Урала у Свердловској области, Совјетски Савез. Игор Дјатлов, двадесеттрогодишњи студент радио инжењерства на Уралском политехничком институту (Уральский политехнический институт, УПИ; данас Уралски Савезни Универзитет) био је вођа који је оформио групу за пут од још девет других чланова, већински такође студената и колега са универзитета. Сваки члан групе, која се састојала од осам мушкараца и две жене, био је искусан планинар Класе 2, поседовао искуство са скијашких тура и требало је да добије сертификацију Класе 3 по повратку. У то време, ово је била највиша сертификација доступна у Совјетском Савезу и захтевала је од кандидата да пређу трасу од 300 km. Циљ експедиције је био достизање планине Гора Отортен (Гора Отортен), која се налази 10 км северно од локације трагедије. Ова стаза је у фебруару процењена као Категорија 3, односно најтежа.
| Чланови експедиције                        | Чланови експедиције                    | Чланови експедиције | Чланови експедиције | Чланови експедиције | Чланови експедиције                                                                           | Чланови експедиције |
| Име (српски језик)                         | Име (руски језик)                      | Датум рођења        | Старост             | Пол                 | Белешке                                                                                       | Ref.                |
| ------------------------------------------ | -------------------------------------- | ------------------- | ------------------- | ------------------- | --------------------------------------------------------------------------------------------- | ------------------- |
| Игор Алексејевич Дјатлов                   | Игорь Алексеевич Дятлов                | 13. јануар 1936.    | 23                  | Мушки               | Хипотермија; вођа групе                                                                       | [ 3 ]               |
| Јуриј Николајевич Дорошенко                | Юрий Николаевич Дорошенко              | 29. јануар 1938.    | 21                  | Мушки               | Хипотермија                                                                                   | [ 3 ]               |
| Људмила Александровна Дубињина             | Людмила Александровна Дубинина         | 12. мај 1938.       | 20                  | Женски              | Унутрашње крварење услед тешких грудних повреда, недостаје језик                              | [ 4 ] [ 3 ]         |
| Георгиј (Јуриј) Алексејевич Кривонишенко   | Георгий (Юрий) Алексеевич Кривонищенко | 7. фебруар 1935.    | 23                  | Мушки               | Хипотермија                                                                                   | [ 3 ]               |
| Александар Сергејевич Кољеватов            | Александр Сергеевич Колеватов          | 16. новембар 1934.  | 24                  | Мушки               | Хипотермија                                                                                   | [ 3 ]               |
| Зинаида Алексејевна Колмогорова            | Зинаида Алексеевна Колмогорова         | 12. јануар 1937.    | 22                  | Женски              | Хипотермија                                                                                   | [ 3 ]               |
| Рустем Владимирович Слободин               | Рустем Владимирович Слободин           | 11. јануар 1936.    | 23                  | Мушки               | Хипотермија                                                                                   | [ 3 ]               |
| Николај Владимирович Тибо-Брињољ           | Николай Владимирович Тибо-Бриньоль     | 5. јул 1935.        | 23                  | Мушки               | Фатална повреда лобање                                                                        | [ б ]               |
| Семјон (Александар) Алексејевич Золотарјов | Семён (Александр) Алексеевич Золотарёв | 2. фебруар 1921.    | 38                  | Мушки               | Тешке грудне повреде, недостају очи                                                           | [ 6 ]               |
| Јуриј Јефимович Јудин                      | Юрий Ефимович Юдин                     | 19. јул 1937.       | 21                  | Мушки               | Напустио експедицију 28. јануара услед болести; преминуо 27. априла 2013. у 75. години живота | [ 7 ]               |

## Експедиција
У раним јутарњим часовима 25. јануара 1959. група је возом допутовала у Ивдељ (Ивдель), град у центру северне провинције Свердловске области. Затим су камионом дошли у село Вижај (Вижай) – последњу насеобину ка северу. Током свог ноћног боравка ту, скијаши су купили и јели векне хлеба како би одржали висок ниво енергије за сутрашње планинарење.
Свој пут из села Вижај ка планини Отортен су отпочели 27. јануара. Сутрадан (28. јануара) Јуриј Јудин, члан групе који је патио од неколико здравствених обољења (укључујући реуматизам и урођене срчане мане), одустао је због болова у коленима и зглобовима који су га онеспособили за наставак планинарења. Преостала група од деветоро људи је наставила пут.
Дневници и фотоапарати пронађени око њиховог последњег кампа омогућили су праћење групине руте све до дана који је претходио трагедији. Група је 31. јануара пристигла до ивице почетка планинске области и почела да се припрема за успон. У шумовитој долини су прикривено оставили вишак хране и опреме који би се користио за пут назад. Наредног дана (1. фебруара), планинари су почели пут кроз пролаз. Чини се да су хтели да пређу преко пролаза и направе камп за наредну ноћ на супротној страни, али су због погоршаних временских прилика - снежних олуја и смањене видљивости - изгубили свој правац и скренули западно, ка врху Мртве планине. Када су увидели своју грешку, група је одлучила да стане и постави камп ту на падини планине, уместо да се помери 15 км низбрдо у шумовиту област која би им пружила неки вид заклона од лошег времена. Јуриј Јудин је после, као врло могући разлог ове одлуке, рекао како „Дјатлов вероватно није хтео повратком да изгуби достигнуту надморску висину или је одлучио да вежба камповање на планинској падини.”

## Потрага и проналазак
Пре поласка, Дјатлов се договорио да ће послати телеграм њиховом спортском клубу чим се група врати у Вижај. Претпостављен датум повратка био је најкасније 12. фебруара, али је Дјатлов рекао Јудину, пре него што је напустио групу, да очекује дуже задржавање. Када је 12. фебруар прошао без иједне примљене поруке, није било непосредне реакције јер су закашњења од неколико дана била честа код оваквих експедиција. Рођаци планинара су 20. фебруара захтевали операцију спашавања а руководилац института је послао прве спасилачке групе, сачињене од волонтера студената и професора. Војска и полиција су се после укључиле, а хеликоптерима и авионима је наређено да се придруже спасилачкој операцији.
Трагачи 26. фебруара проналазе групин напуштен и веома оштећен шатор на Мртвој планини. Камп оставља спасиоце збуњеним. Михаил Шаравин, студент који је пронашао шатор, каже да је „шатор био половично поцепан и прекривен снегом. Био је празан а све групине ствари и обућа су остављени ту.” Истражитељи су рекли да је шатор поцепан изнутра. Одатле се осам или девет трагова људи само у чарапама, једној обувеној ципели или потпуно босих ногу, могу испратити како воде низбрдо ка ивици оближње шуме, на супротној страни пролаза 15 км ка северо-истоку. Међутим, после 500 метара, ове трагове је прекрио снег. На ивици шуме, испод великог Сибирског бора, трагачи су пронашли видљиве остатке мале ватре. Ту су била прва два тела, Кривонишенково и Дорошенково, босонога и обучена само у доњи веш. Гране на дрвету су биле сломљене до висине од пет метара, што указује да се један од скијаша попео на дрво како би погледом пронашао нешто, можда камп. Између боровог дрвета и кампа, трагачи су пронашли још три тела: Дјатлово, Колмогоровино и Слободиново, преминуле у позама које указују на покушај повратка до шатора. Пронађени су одвојено на растојањима од 300, 480 и 630 метара од дрвета.
Проналазак преостала четири планинара потрајао је више од два месеца. Коначно су пронађени 4. маја испод четири метра снега у јарузи унутар шуме, 75 метара даље од боровог дрвета. Од њих четворо, троје је било боље обучено него остали и било је знакова да су узели одећу са чланова групе који су први преминули. Дубинина је носила Кривонишенкове нагореле, исцепане панталоне а лево стопало и цеваница су јој били умотани у исцепану јакну.

## Истрага
Судска истрага је покренута одмах по проналаску првих пет тела. Лекарски преглед није открио повреде које су могле проузроковати смрт па је временом закључено да су сви преминули од хипотермије. Слободин је имао малу напрслину на лобањи, али то није сматрано фаталном повредом.
Преглед четири тела пронађена у мају променио је претпоставке о догађајима током трагедије. Три планинара су имала фаталне повреде: Тибо-Брињољ је имао тешку повреду лобање, а Дубинина и Золотарјов озбиљне преломе у пределу грудног коша. Према Борису Вазражђенију, сила потребна да изазове такве повреде је веома велика, слична сили удара аутомобила. Приметно, тела нису имала екстерне ране повезане са преломима костију, као да су подвргнута великом притиску.
Сва четири тела пронађена на дну потока у текућој води имала су оштећења меког ткива на глави и лицу. Дубинини су недостајали језик, очи, део усана, као и ткиво лица и део лобање, Золотарјову оба ока, Александру Колеватову обрве. В.А. Вазражђениј, форензички експерт који је извршио обдукцију, пресудио је да су ове повреде настале после смрти услед тога што су тела стајала у потоку.
Постојала су првобитна нагађања да су припадници домородачког народа Манси, сточари ирваса локални за ово подручје, напали и усмртили групу јер је ушла у њихову земљу. Неколико припадника овог народа је испитано, али је истрага указивала да природа смрти планинара не подржава ову хипотезу; пронађени су само отисци планинара и они нису показивали знакове физичке борбе.
Иако је температура била веома ниска (око -25 до -30 °C) а олуја дувала, преминули су били само делимично обучени. Поједини чланови су имали по једну ципелу, док су други били босоноги или само у чарапама. Неки су пронађени умотани у комаде исцепане одеће коју су изгледа исекли са већ преминулих.
Новинари који су извештавали о расположивим деловима истражних докумената тврде да у њима пише:
- Шест чланова групе је умрло од хипотермије а три од фаталних повреда.
- Нема индикација о присуству других људи у близини Мртве планине осим девет планинара.
- Шатор је поцепан изнутра.
- Жртве су настрадале шест до осам сати након последњег оброка.
- Трагови који воде из кампа показују да су сви чланови групе напустили локацију кампа својом вољом, пешака.
- Високи нивои радијације пронађени су на одећи само једног члана групе.
- Како би оповргнуо теорију напада домородачког народа Манси, Вазражђениј је изјавио да фаталне повреде на три тела нису могле бити изазване од стране другог људског бића, „зато што је сила удараца била превелика а меко ткиво није оштећено”.[12]
- Објављени документи нису садржали информације о стању унутрашњих органа скијаша.
- Трагедија нема преживелих.

У то време пресуђено је да су сви чланови групе умрли због непознате природне силе. Истрага се званично обуставила у мају 1959. као резултат недостатка осумњичених и знакова да је почињен злочин. Документа су послата у тајну архиву.
Године 1997. откривено је да су негативи из Кривонишенкове камере чувани у приватној архиви једног од истражитеља, Лева Иванова. Негативе је његова ћерка донирала Фондацији Дјатлов (видети испод). Дневници планинарске групе су завршили у јавном власништву Русије 2009. године.
Посмртни остаци Золотарјова су ексхумирани 12. априла 2018. године иницијативом новинара руског таблоида Комсомољскаја правда (рус. Комсомольская правда). Добијени су контрадикторни резултати: један од стручњака је изјавио да природа повреда подсећа на повреде задобијене ударом аутомобила у човека, а ДНК анализа није открила никакве сличности са ДНК узорком живих рођака. Испоставило се да име Семјон Золотарјов није на листи сахрањених на Ивановском гробљу. Упркос томе, реконструкција лица ексхумиране лобање се подударала са послератним сликама Золотарјова, премда су новинари изразили сумње да се друга особа крила иза Золотарјовог имена после Другог светског рата.
У фебруару 2019. године руске власти су поново отвориле истрагу случаја, мада су разматрана само три могућа објашњења: лавина, „блоковска” лавина или ураган. Могућност да је почињен злочин је занемарена.

## Повезани извештаји
- Дванаестогодишњи Јуриј Кунцевич, касније руководилац Фондације Дјатлов у Јекатеринбургу (видети испод), присуствовао је сахрани пет планинара. Присећа се да је њихова кожа имала „дубок браон тен”.[12][27]
- Друга група планинара (око 50 км јужно од места трагедије) пријавила је виђање чудних наранџастих сфера на небу ка северу у ноћи догађаја.[12] Разни неповезани сведоци (укључујући метеоролошку службу и војску) виђали су сличне сфере у Ивдељу и суседним областима константно у периоду од фебруара до марта 1959. године. Међутим, ова виђања нису забележена у првобитној истрази 1959. године, а њихови сведоци су иступили тек годинама касније.[12]

## Последице
Свердловски писац и новинар Јуриј Јаровој (рус. Юрий Яровой) jе 1967. објавио роман Категорија највеће тежине (рус. Высшей категории трудности), инспирисан трагедијом. Јаровој је учествовао у потрази за Дјатловом групом и био званични фотограф случаја током саме потраге и почетне фазе судске истраге и захваљујући томе имао увид у догађаје. Књига је написана током совјетске ере, када су детаљи истраге чувани у тајности а Јаровој избегавао откривање информација изван званичних и добро познатих чињеница. Књига је романтизовала трагедију и имала много оптимистичнији крај од стварних догађаја - само је вођа групе пронађен мртав. Његове колеге кажу да је имао другачије верзије романа али су обе одбијене због цензуре. После Јаровојеве смрти 1980. године, све његове архиве, укључујући слике, дневнике и рукописе су изгубљене.
Анатолиј Гушин (рус. Анатолий Гущин) је сажео своја истраживања у књигу Цена државних тајни је девет живота (рус. Цена гостайны – девять жизней, Свердловск, 1990). Неки истражитељи су критиковали рад због концентрације на спекулативне теорије о Совјетском тајном експерименту оружја, али је његово издавање довело до јавне расправе и дискусије подржане заинтересовањем за паранормалне догађаје. Након објаве књиге, многи који се нису оглашавали тридесет година су пријавили нове чињенице о трагедији. Један од њих је био бивши полицајац Лев Иванов, предводник првобитне истраге 1959. Он је 1990. објавио чланак који садржи његово признање о томе да тим истражитеља није имао рационално објашњење трагедије. Такође је изјавио како је његов тим, након пријаве виђења летећих наранџастих сфера, добио директна наређења високог регионалног званичника да их одбаци.
Регионална телевизијска кућа је 2000. произвела документарни филм Мистерија пролаза Дјатлов (Тайна перевала Дятлова). Ана Матвејевна, писац из Јекатеринбурга, је уз помоћ филмске екипе објавила истоимену документарну драмску новелу. Велики део књиге обухвата опште цитате званичног случаја, дневнике жртава, интервјуе са истражитељима и друге документарце које су сакупили ствараоци филма. Наративни део књиге детаљно прати свакодневни живот и размишљања једне модерне жене (алтер его ауторке) која покушава да реши случај. Упркос фиктивној нарацији, Матвејевнина књига је и даље највећи извор документарног материјала о случају који је доступан јавности. Поред овога, странице докумената случаја и други документарци (у облику фотокопија и транскрипта) се постепено објављују на интернет форуму за истражитеље ентузијасте.
Фондација Дјатлов је основана 1999. у Јекатеринбургу иницијативом Јурија Кунцевича (Юрий Кунцевич), уз помоћ Уралског политехничког института. Фондација је као свој циљ навела наставак истраге случаја и одржавање музеја Дјатлов како би се очувало сећање на преминуле планинаре. Спомен плоча, посвећена Јурију Јудину (једином преживелом члану групе) који је преминуо 2013. године, подигнута је 1. јула 2016. у граду Соликамск, у Пермској покрајини Урала.

## Објашњења

### Лавина

#### Оригинално објашњење
Првобитно популарна теорија по којој је лавина изазвала смрти планинара од тада је оспоравана. Осврћући се на сензационалну хипотезу о „Јетију” (видети испод), амерички скептик и аутор Бенџамин Редфорд као вероватнији след догађаја предлаже:
„да се група пробудила успаничено (...) и поцепала себи пролаз из шатора јер је лавина или прекрила улаз у шатор или су се уплашили да ће непосредно тада доћи до лавине (...) (боље имати поправљиву рупу на шатору него ризиковати да вас тоне снега живе закопају у њему). Слабо обучени јер су до тада спавали, отрчали су у сигурност оближње шуме где би дрвеће помогло и успорило надолазећи снег. У тами ноћи су се раздвојили у две или три групе; једна група је направила ватру (стога нагореле шаке) а други су покушали да се врате до шатора по своју одећу јер је опасност изгледа прошла. Било је прехладно и сви су се смрзли до смрти пре него што су успели да лоцирају шатор у мраку. У неком тренутку нешто од одеће је можда пронађено или узето са мртвих, у сваком случају групу од четворо планинара чија су тела најозбиљније оштећена је ухватила лавина и затрпала испод четири метра снега (више него довољно да објасни неизвесну природну силу коју је описао лекар). Дубининин језик су вероватно уклонили лешинари и обични предатори.”
Докази контрадикторни теорији лавине укључују:
- На локацији трагедије нису пронађени очигледни знакови да се ту догодила лавина. Лавина би оставила одређене трагове и разнела остатке захваћених ствари преко широког подручја. Тела пронађена у првих месец дана од дана трагедије била су прекривена веома малим слојем снега, у случају да се десила лавина довољно снажна да однесе другу групу, ова тела би такође била однета; ово би изазвало озбиљније и другачије повреде и успут оштетило дрвеће уз ивицу шуме.
- Преко 100 експедиција је одржано у региону после трагичног догађаја и ни једна никада није пријавила услове који би потенцијално створили лавину. Проучавање области коришћењем савремене физике о терену, показало је да локација има врло мале шансе за стварање такве лавине. „Опасни услови” пронађени у другој оближњој области (која је имала знатно стрмије нагибе и испусте) су примећени у априлу и мају, када су се зимски снегови топили. Током фебруара, када се трагедија догодила, овакви услови нису постојали.
- Анализа терена, падине и нагиба указује да би чак и у случају постојања тако специфичне лавине која испуњава све услове критика, њена путања заобишла шатор. Шатор се срушио бочно али не и хоризонтално.
- Дјатлов је био искусан скијаш а пуно старији Золотарјов се спремао за Мастер сертификат скијашког инструктора и планинара. Вероватноћа да би неко од њих двојице камповао на било ком месту потенцијалне лавине је изузетно мала.
- Отисци стопала који воде од шатора противречни су особи, још више групи од деветоро људи, која успаничено трчи од стварне или умишљене опасности. Сви отисци који воде од шатора у смеру шуме су доследни отисцима појединаца који шетају нормалном брзином.

#### Поновљена истрага 2015. године
На захтев породица преминулих, квалификовани истражитељи са Истражног комитета Руске федерације (ИЦРФ) су у периоду од 2015. до 2019. године прегледали доказе истраге из 1959. године и подржали теорију лавине, додавши притом доста значајних детаља. Пре свега, истражитељи (од којих је један искусан алпиниста) су потврдили да су временске прилике трагичне ноћи биле веома лоше и укључивале ветар брзине 20-30 метара у секунди који је достизао силу урагана, снежну олују и температуре вредности и до −40 °C. Ове факторе нису узели у обзир истражитељи из 1959. године који су на место трагедије дошли три недеље касније, када се време знатно побољшало, а било какви остаци проклизавања снега изравнали и затрпали свежим снежним падавинама. Лоше време је одиграло кључну улогу у догађајима те ноћи, која је реконструисана на следећи начин:
- Група 1. фебруара долази на Мртву планину где подиже велики шатор за деветоро људи на отвореној падини без икаквих природних препрека попут шума. На дан трагедије и током дана који су јој претходили константно је падао велики снег, праћен снажним ветровима и мразом.
- Група проласком кроз снег на падини и укопавањем шатора у снег слаби снежну подлогу. Током ноћи, поље снега изнад шатора почиње полако да клизи под тежином новог снега, притом постепено гурајући шаторско платно, почевши од улаза у шатор. Група се буди и отпочиње евакуацију у паници, а само неки чланови успевају да обуку топлу одећу. Како је улаз затрпан, група бежи кроз рупу исцепану у шаторском платну и спушта се низ падину у потрази за безбедним местом које би послужило као заклон од лавине само 1500 метара ниже, на ивици шуме.
- Услед тога што су неки чланови делимично обучени, група се раздваја. Два члана групе, обучена само у доњи веш и пиџаму, пронађена су код дрвета сибирског бора, близу логорске ватре. Њихова тела су пронађена прва и потврђено је да су умрли од хипотермије.
- Три планинара, укључујући Дјатлова, покушала су успон назад до шатора, вероватно како би узели вреће за спавање. Били су боље обучени од прва два члана, мада такође слабо и без потпуне обуће. Њихова тела су пронађена на различитим местима удаљеним 300-600 метара од логорске ватре, у положајима који указују да су пали од умора током покушаја успона кроз дубоки снег по изузетно хладном времену.
- Преостала четири члана, топло обучена и обувена, су изгледа покушавала да нађу или направе боље камп место у шуми, даље низ падину. Њихова тела су пронађена само 70 метара од логорске ватре испод неколико метара снега и са повредама које наговештавају да су упали у снежну рупу формирану изнад потока. Ова тела су пронађена тек након два месеца.

Према ИЦРФ истражитељима, фактори који су допринели трагедији су били изузетно лоше време и мањак искуства вође групе у таквим условима, што је довело до одабира опасног места за подизање кампа. После снежног наноса и напуштања шатора, чланови групе праве другу грешку тиме што се одвајају, уместо да остану заједно и направе привремени камп ниже у шуми како би пробали да преживе ноћ. Немар истражитеља 1959. допринео је томе да њихов извештај створи више питања него одговора и покрене бројне теорије завере.

### Катабатички ветрови
Шведско-руска експедиција је 2019. године посетила локацију трагедије и после истраживања предложила снажан катабатички ветар као вероватно објашњење несреће. Катабатички ветрови су донекле ретка појава и могу бити веома жестоки. Били су умешани у случај из 1978. на планини Анарис, у Шведској, када је погинуло осам планинара а један је озбиљно повређен непосредно после појаве катабатичког ветра. Према експедицји, топографија ових локација је приметно веома слична.
Изненадан катабатички ветар би онемогућио остајање у шатору и најрационалнији редослед поступака био би да планинари прекрију шатор снегом а затим потраже заклон међу дрвећем. Такође, на врху шатора је остала укључена лампа, вероватно намерно остављена како би планинари пронашли свој пут назад до шатора када се ветрови смире. Експедиција је изнела теорију по којој је група планинара направила два бивак склоништа, од којих се једно срушило, остављајући тако четири планинара затрпана и наносећи им констатоване тешке повреде.

### Инфразвук
Друга хипотеза, популаризована Дони Ајкаровом књигом Мртва планина из 2013. године, говори да је ветар око планине створио редак феномен под називом Карманова вртложна улица, који може да произведе инфразвук способан да изазове нападе панике код људи.
Према Ајкаровој теорији, прелазак ветра преко врха планине генерисао је инфразвук одговоран за изазивање физичке нелагодности и психичке тескобе код планинара. Ајкар тврди да су се, због своје панике, планинари осећали присиљено да на било који начин напусте шатор и побегну низ падину. У време када су већ узнапредовали даље низ падину, нашли би се ван путање инфразвука и дошли себи, али због мрака не би могли да се врате назад до свог склоништа. Озбиљне повреде присутне код три жртве су последица пада преко ивице јаруге у мраку и удара о камење на дну.

### Војни тестови
Постоје нагађања да се локација кампа нашла на путањи совјетске вежбе падобранских мина. Ова теорија налаже да су планинари, пробуђени гласним експлозијама, успаничени и слабо обучени побегли из шатора, после чега нису могли да се врате назад по своје ствари. Након што су се неки чланови смрзли до смрти у покушају да поднесу бомбардовање, други су конфисковали њихову одећу само да би их фатално повредили накнадни потреси падобранских мина. Постоје записи о тестирању падобранских мина од стране совјетске војске у тој области у оквирно време када су планинари били тамо. Падобранске мине чешће експлодирају док су још увек у ваздуху него ударом о површину земље, изазивајући притом специфичне повреде сличне онима које су претрпели планинари: тешке унутрашње повреде са упоредиво мање спољашњих рана. Теорија се поклапа са пријављеним опажањима ужарених, наранџастих сфера које плутају или падају преко неба у општој близини планинара које су они наводно и фотографисали, а које су потенцијално војне летелице или падобранске мине у паду. Ова теорија (као и многе друге) користи дивљач да објасни Дубинине повреде. Неки нагађају да је телима неприродно руковано после смрти услед карактеристичних трагова мртвачких мрља откривених током обдукције, као и опекотина на кожи и коси. Фотографије шатора наводно показују да је шатор неисправно подигнут, нешто што би се тешко десило искусним планинарима.
Слична теорија наводи тестирање радиолошког оружја и делом је базирана на открићу радиоактивне материје на неким комадима одеће али и томе да опис тела од стране рођака помиње наранџасту кожу и седу косу. Међутим, дисперзија радиоактивне материје би утицала на све планинаре и опрему а не само на неке, а промену боје коже и косе може објаснити природни процес мумификације који се одиграо током три месеца изложености тела хладноћи и ветровима. Осим тога, првобитна забрана приступа документима о нестанку групе од стране Совјетских власти се понекад помиње као доказ прикривања истине, али је прикривање информација о унутрашњим инцидентима земље било стандардна процедура у Совјетском Савезу и стога далеко од необичног. До краја 1980-их, приступ свим документима случаја Дјатлов је отворен.

### Парадоксално скидање
Часопис Интернационални научни Њујорк тајмс (International Science Times) је предложио да су смрти последица хипотермије, која може да изазове понашање познато као парадоксално скидање при ком жртве хипотермије скидају своју одећу са себе као реакцију на привидно осећање горуће топлоте. Неоспорна је чињеница да је шест од девет планинара умрло од хипотермије. Међутим, чини се да су остали из групе прибавили додатну одећу (са оних који су већ преминули), што указује да су били довољно бистрог ума да покушају да обуку што више слојева.

### Друго
Кит Меклоски, вишегодишњи истраживач ове трагедије и учесник неколико телевизијских документараца на ову тему, отпутовао је до пролаза Дјатлов 2015. године са Јуријем Кунцевичем из Фондације Дјатлов и групом. У Дјатлов пролазу приметио је: 
- Постојање великих одступања за наведена растојања између две могуће локације склоништа где су пронађени Дубинина, Колеватов, Золотарјов и Тибо-Брињољ. Једна локација је отприлике 80-100 метара удаљена од боровог дрвета где су пронађена тела Дорошенка и Кривонишенка а друга предложена локација је толико близу дрвета да је било ко из склоништа могао да се обрати члановима групе код дрвета без подизања тона како би га чули. Друга локација такође има камен у потоку где је Дубининино тело пронађено и вероватнија је од две предложене. Међутим, од две наведене локације, друга предложена локација има сличнију топографију локацији са фотографија направљених током истраге 1959. године.[50]
- Локација шатора близу гребена је била преблизу бочне стране гребена да би се наталожила значајна количина снега и изазвала лавину. Притом, ветар који претежно дува преко гребена је дувао у таквом смеру да односи снег са ивице гребена на страни где је шатор био. Ово је смањило било какво таложење снега које би изазвало лавину. Овај детаљ о мањку снега на врху и при врху гребена је истакао Сергеј Согрин 2010. године.[51]

Меклоски је такође приметио:
- Евгеније Окишев (шеф Лева Иванова и заменик шефа истражног одељења тужилаштва свердловске области), још увек је био жив 2015. и дао је интервју бившем тужиоцу из Кемерова, Леониду Прошкину, у ком је изјавио да припрема још један пут до пролаза како би у потпуности истражио чудне смрти последња четири тела. Непосредно тада је заменик генералног тужиоца, Ураков, дошао из Москве и наредио затварање случаја.[52]
- Евгеније Окишев је у свом интервјуу са Леонидом Прошкином изјавио како је Клинов, шеф свердловског тужилаштва, био присутан на првим обдукцијама у мртвачници и тамо провео три дана, што је Окишев сматрао врло необичним и једином ситуацијом када се ово, по његовом искуству, десило.[52]

Дони Ајкар, истраживач трагедије и аутор документарца о њој, проценио је неколико других теорија које су сматране мало вероватним или су биле одбачене:
- Напали су их припадници народа Манси или других локалних племена.

За локална племена се знало да су мирна и није било доказа да је ико прилазио шатору.
- Напала их је и јурила дивљач.

Није било трагова животиња и група не би напустила релативну безбедност шатора.
- Веома јаки ветрови су однели једног члана а остали су покушали да га спасу.

Велика искусна група се не би тако понашала, а ветрови довољно јаки да однесу људе би однели и шатор.
- Расправа, вероватно везана за интеракцију интимне природе која би оставила неке од њих делимично обученим, довела је до насилне свађе.

Ајкар истиче да је „вероватноћа овога веома мала. По свим наговештајима, група је била врло сложна а сексуална напетост ограничена на платонско флертовање и симпатије. Наркотици нису били присутни а једини пронађен алкохол је била нетакнута мала бочица медицинског алкохола. Група се чак заклела да неће пушити цигарете током експедиције.” Осим тога, туча не би оставила огромне повреде које је једно тело претрпело.

## У популарној култури
- Масовно интересовање у Русију је оживело 90-их година поводом романа Анатолија Гушина из 1990. под називом Цена државних тајни је девет живота (Цена гостайны – девять жизней).[тражи се извор]
- Регионална телевизијска кућа је 2000. направила документарни филм, испраћен је новелом у стилу академског часописа базираној на фиктивној верзији трагедије 2005.[тражи се извор]
- Руски бенд Кауан је 2015. објавио албум Сорни Наи, албум покушава да реконструише догађаје који су довели до трагедије.[53]
- Случај је добио већу пажњу у масовним медијима изван Русије од 2010. године.[тражи се извор]
- Трагедија пролаза Дјатлов (познато и као Ђавољи Пролаз) је филм у режији Ренија Харлина, изашао је 28. фебруара 2013. у Русији и 23. августа 2013. у САД-у. Прати пет америчких студената док понављају кораке жртви, али као фиктивно дело уноси неколико промена при опису оригиналних догађаја, на пример - изврће имена жртава.[54]
- Трагични случај је важан елемент романа Град прогнаних из 2012. аутора Алека Невала-Лија.[55]
- Russia's Mystery Files: Епизода 2 – Трагедија пролаза Дјатлов, 28. новембар 2014, Национална Географија.[56]
- Специјал Дискавери канала из 2014. под називом „Руски јети: Убица живи” наводно испитује трагедију у контексту постојања мита о Јетију.[57]
- Пољска хорор видео-игра Kholat из 2015. инспирисана је трагедијом на Мртвој Планини, у њој играч одлази до пролаза Дјатлов како би испратио кораке изгубљене експедиције и почиње да открива „прави узрок” смрти планинара[58]

## Белешке
1. ↑  Кривонишенково име је било Георгиј, али су га пријатељи звали „Јура”
2. ↑  Ајкар наводи 5. јун 1935. као датум рођења Тибо-Брињоља, док вебсајт референци Дјатловог пролаза наводи да је рођен 8. јула.[5] Подаци са Ancestry.com наводе датум 5. јул на основу гробних података; могуће је да је Ајкаров датум 5. јун грешка за датум 5. јул.
3. ↑  Золотарјовљево право име је Семјон, али је из непознатих разлога тражио да га зову „Саша” и због тога се под именом Александар појављује у многим мемоарима, документима и студијама.
Keith 2013, Ch. "The Dyatlov group and Mount Otorten"

## Цитирана дела
- Anderson, Launton (2019). Death of Nine: The Dyatlov Pass Mystery. KDP Print. ISBN 978-0-578-44522-9.
- Eichar, Donnie (2013). Dead Mountain: The Untold True Story of the Dyatlov Pass Incident. San Francisco: Chronicle Books. ISBN 978-1-4521-2956-3.
- McCloskey, Keith (2013). Mountain of the Dead: The Dyatlov Pass Incident. The History Press. ISBN 978-0-7524-9148-6.
- McCloskey, Keith (2016). Journey to Dyatlov Pass: An Explanation of the Mystery. CreateSpace Independent Publishing Platform. ISBN 978-1-5395-8302-8.